# Gosia Herba
Gosia Herba (ur. 1985 w Oławie) – polska ilustratorka i historyczka sztuki.

## Życiorys
Urodziła się w 1985 roku w Oławie. Jest absolwentką historii sztuki na Uniwersytecie Wrocławskim.
Zawodowo zajmuje się ilustracją, projektowaniem reklam, komiksów oraz książek dla dzieci. Jej ilustracje pojawiły się m.in. w „The Washington Post”, „The Oprah Magazine”, „Vanity Fair”, czy „The Atlantic”. Tworzyła także prace m.in. dla przedsiębiorstwa Google, wydawnictwa Penguin Random House, czy Międzynarodowych Targów Książki w Londynie.
Prace Herby zostały wystawione m.in. na wystawie Ilustratorów w Bolonii (Bologna Children’s Book Fair Illustrators Exhibition 2020, 2021), na Biennale Ilustracji Bratysława oraz Triennale Ilustracji w Tallinie. Dwukrotnie otrzymała wyróżnienie graficzne w konkursie Polskiej Sekcji IBBY Książka Roku (2017, 2019), zaś w 2023 otrzymała w tym konkursie główną nagrodę w kategorii „Ilustracje” za książkę Nikogo nie ma w domu (razem z Mikołajem Pasińskim). W 2022 otrzymała Nagrodę Żółtej Ciżemki w kategorii grafika za ilustracje do książki Van Dog.
Jej lekko kubizujące prace charakteryzują się postaciami o małych głowach i nadnaturalnie dużych kończynach.
Działa we Wrocławiu.

## Publikacje
| LP  | Tytuł                                                               | Autor                | Rok wydania            | ISBN                   |
| --- | ------------------------------------------------------------------- | -------------------- | ---------------------- | ---------------------- |
| 1.  | Fertility                                                           | Mikołaj Pasiński     | 2015                   |                        |
| 2.  | Słoń na księżycu                                                    | Mikołaj Pasiński     | 2016                   |                        |
| 3.  | Lodorosty i bluszczary                                              | Jerzy Ficowski       | 2017                   |                        |
| 4.  | Wiersze dla dzieci                                                  | Stanisław Grochowiak | 2017                   |                        |
| 5.  | O kotach                                                            | wielu autorów        | 2018                   |                        |
| 6.  | Raz, Dwa, Trzy, Zaśnij Ty!                                          | Dorota Kassjanowicz  | 2018                   |                        |
| 7.  | Kolumb. Całkiem inna historia                                       | Artur Domosławski    | 2019                   |                        |
| 8.  | Alikwoty                                                            | Katarzyna Huzar-Czub | 2019                   |                        |
| 9.  | Glissando                                                           | Katarzyna Huzar-Czub | 2019                   |                        |
| 10. | Ostinato                                                            | Katarzyna Huzar-Czub | 2019                   |                        |
| 11. | Balonowa 5                                                          | Mikołaj Pasiński     | 2019                   |                        |
| 12. | Świat starożytny w 100 słowach (org. The Ancient World in 100 Word) | Clive Gifford        | 2019 (2020 w Polsce)   |                        |
| 13  | Invented by Animals                                                 | Christiane Dorion    | 2021 (Wielka Brytania) |                        |
| 14  | Van Dog                                                             | Mikołaj Pasiński     | 2021                   | ISBN 978-83-276-6252-1 |